# Krzeszów (Basse-Silésie)
Pour les articles homonymes, voir Krzeszów.
Krzeszów (en allemand : Grüssau) est une localité polonaise de la gmina et du powiat de Kamienna Góra en voïvodie de Basse-Silésie. Le village est connu pour l'abbaye de Krzeszów, un ancien couvent cistercien dans le style baroque.

## Géographie
Krzeszów se trouve dans la région historique de Basse-Silésie, à six kilomètres au sud-est de Kamienna Góra.

## Histoire
La localité de Grissobor (en tchèque : Křesobor) est mentionnée pour la première fois dans l'acte de fondation de l'abbaye de Krzeszów, fait le 8 mai 1242 par Anne de Bohême, veuve du duc Henri II le Pieux. Les premiers à arriver furent les frères de l'Ordre bénédictin à Opatovice en Bohême. En 1289, le domaine a été acquis par le duc Bolko Ier de Świdnica et l'abbaye nouvelle de l'Ordre cistercien est fondée. Après la mort du duc Bolko II le Petit en 1368, il passe avec le duché de Świdnica à sa veuve Agnès de Habsbourg puis, par le droit de déshérence, à la couronne de Bohême.
En 1426, le site est dévasté par les hussites ; encore une fois, il prit feu et brûla jusqu'aux fondations en 1633, durant la guerre de Trente Ans. L'église baroque de l'Assomption de la Vierge Marie a été construite au début du XVIIIe siècle, la décoration sculpturale a été créée par Franciscus Maxmilian Brokoff de Prague. 
Après la première guerre de Silésie, en 1742, Grüssau était annexée par le royaume de Prusse aux termes du traité de Breslau. À partir de 1815, le village était incorporé dans la province de Silésie.